# Dixoniella grisea
Espèce
Dixoniella grisea est une espèce d’algues rouges unicellulaires de la famille des Dixoniellaceae.
C’est pour le moment qu’une espèce décrite dans le genre Dixoniella.

## Histoire du genre et de l'espèce
Cette espèce avait été initialement décrite par Geitler sous le nom de Porphyridium griseum Geitler, 1970, puis transférée dans le genre Rhodella sous le nom de Rhodella grisea (Geitler) J. Fresnel, C. Billard, F. Hindák & B. Pekárková, 1983. Une autre espèce, Rhodella reticulata Deason, G.L Butler & C. Rhyne, 1983 s'est avérée être elle aussi Dixoniella grisea.